# 龍鑾社
龍鑾社（排灣語：Shurindan），由斯卡羅人組成。今恆春半島良鑾溪一帶。
龍鑾社瑯嶠十八社四大領導部落之一，在荷蘭時期從豬朥束社分離。在十九世紀龍鑾社其頭目是瑯嶠十八社四股頭人，他們的勢力最弱，漢化也最嚴重。